# 查理·麥克德莫特
查理·麥克德莫特（Charles Joseph "Charlie" McDermott，1990年4月6日—）是美國的一位演員。他最近在ABC電視劇左右不逢源中飾演Axl Heck角色。他出生在威徹斯特，在16歲時搬到洛杉磯。